# Bastauniederung
Das Gebiet Bastauniederung ist ein mit Verordnung von 2004 des Regierungspräsidiums Detmold ausgewiesenes Europäisches Vogelschutzgebiet (Schutzgebietkennung DE–3618–401) im ostwestfälischen Kreis Minden-Lübbecke im Nordosten des deutschen Landes Nordrhein-Westfalen.
Die Vogelschutzrichtlinie der Europäischen Union dient der Erhaltung der wildlebenden, im Gebiet ihrer Mitgliedsstaaten heimischen Vogelarten und der Regelung des Schutzes, der Bewirtschaftung und der Regulierung dieser Vögel, ihrer Eier und Lebensräume.

## Lage
Das rund 25 Quadratkilometer große Vogelschutzgebiet „Bastauniederung“ liegt im ostwestfälischen Kreis Minden-Lübbecke. Es erstreckt sich entlang der Bastau und des Mittellandkanals, zwischen Lübbecke im Westen, Minden im Osten sowie Hüllhorst im Süden.

## Beschreibung
Das Schutzgebiet „Bastauniederung“ wird als „großräumiger, aktuell durch landwirtschaftliche Nutzung geprägter Niederungsbereich mit mehreren ehemaligen Hochmooren und Niedermoorkomplexen.“ beschrieben.

### Lebensraumklassen
|                                                    |                                                    |  |      |      |
| N06 – Binnengewässer, stehend und fließend         | N06 – Binnengewässer, stehend und fließend         |  | 4 %  | 4 %  |
| N07 – Moore, Sümpfe, Uferbewuchs                   | N07 – Moore, Sümpfe, Uferbewuchs                   |  | 14 % | 14 % |
| N08 – Heide, Gestrüpp, Macchia, Garrigue, Phrygana | N08 – Heide, Gestrüpp, Macchia, Garrigue, Phrygana |  | 2 %  | 2 %  |
| N10 – Feuchtes und mesophiles Grünland             | N10 – Feuchtes und mesophiles Grünland             |  | 46 % | 46 % |
| N15 – Anderes Ackerland                            | N15 – Anderes Ackerland                            |  | 33 % | 33 % |
| N16 – Laubwald                                     | N16 – Laubwald                                     |  | 1 %  | 1 %  |
|                                                    |                                                    |  |      |      |

## Schutzzweck
Genereller Schutzzweck sind der Erhalt und die Optimierung einer Niederung mit Schwerpunkt auf großflächigem extensivem Grünland und
Wiederherstellung der Moore als Brut- und Rastgebiet vor allem für Kraniche, Wachtelkönige und Weißstörche.
Die gebietsbezogenen Erhaltungsziele sind je nach Art unterschiedlich beschrieben.

### Brutvögel

#### Baumfalke

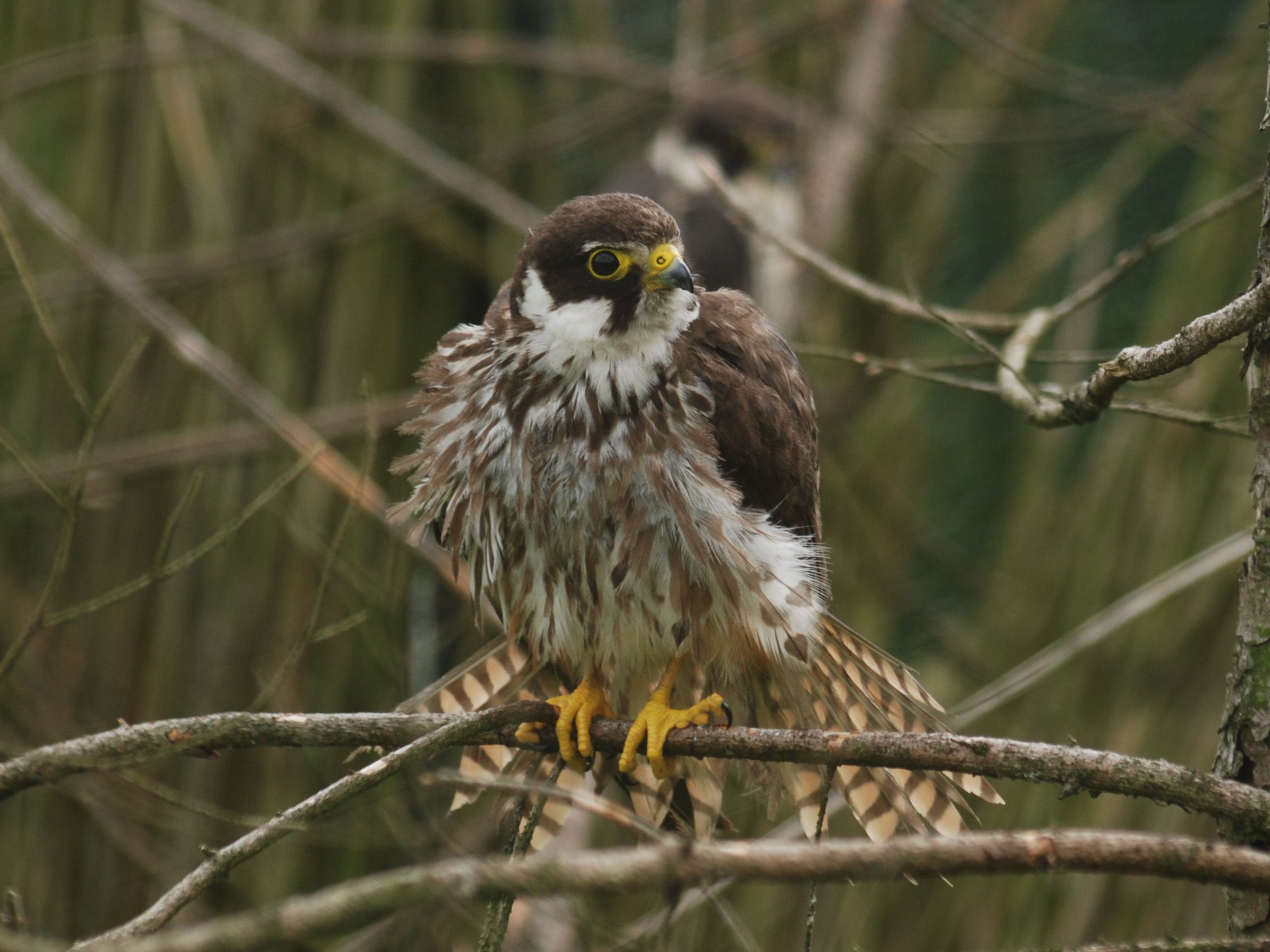
Baumfalke

Erhaltung von lichten Wäldern mit angrenzenden offenen Landschaften, von Altbäumen und Altholzinseln, von Überhältern, von Feldgehölzen oder Baumgruppen in Feldfluren oder entlang von Gewässern, von extensiv genutztem Grünland, von Gewässern mit strukturreichen Uferbereichen und Verlandungszonen, von Nistgelegenheiten wie Krähennester, des Nahrungsangebots, insbesondere mit Kleinvögeln und Großinsekten sowie störungsfreier oder zumindest störungsarmer Fortpflanzungsstätten während der Fortpflanzungszeit vom 15. April bis zum 15. September.

#### Bekassine

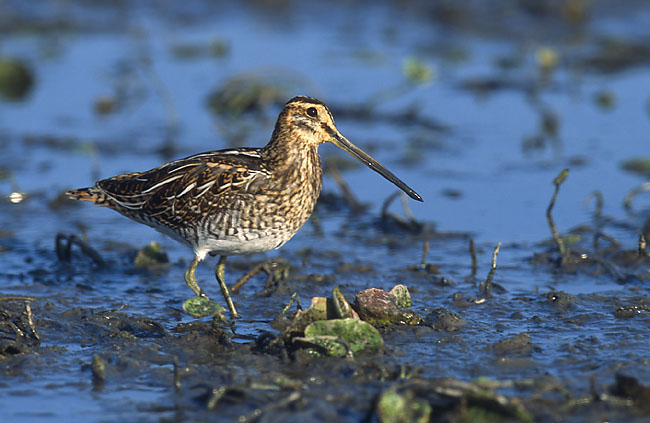
Bekassine

Erhaltung der Feuchtwiesenkomplexe, insbesondere mit Streuwiesen oder extensiv genutzten Nasswiesen, der naturnahen Moore, der Verlandungszonen stehender Gewässer mit lichtem Schilfröhricht oder Seggenrieden, der Lebensräume ohne Gefahrenquellen wie Freileitungen, Erhaltung von zeitweise überschwemmten Senken, nassen Ackerbereichen und ständig Wasser führenden Gräben, von Gras-, Röhricht- und Staudensäumen sowie Erhaltung störungsfreier oder zumindest störungsarmer Fortpflanzungsstätten während der Fortpflanzungszeit vom 15. Februar bis zum 15. August.

#### Blaukehlchen
Erhaltung der Verlandungszonen, Schilfröhrichte und feuchten lockeren Weidengebüsche, der Fließgewässer und ihrer Auen, Erhaltung von reich strukturierten Grabenrändern, Dämmen und Böschungen, von frühen Sukzessionsstadien, von Sekundärlebensräumen wie aufgelassene Sand-, Lehm- und Kiesgruben mit vorgenannten Lebensstätten, des Nahrungsangebots, insbesondere mit Insekten und deren Larven sowie die Erhaltung störungsfreier oder zumindest störungsarmer Fortpflanzungsstätten während der Fortpflanzungszeit vom 15. März bis zum 15. August

#### Braunkehlchen

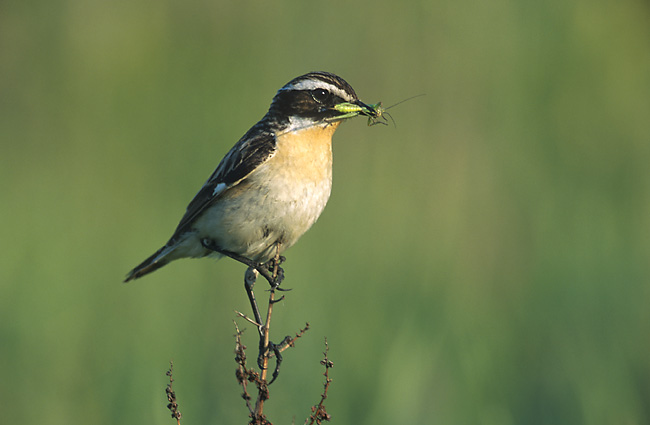
Braunkehlchen

Erhaltung von überwiegend spät gemähten extensiv bewirtschafteten Grünlandkomplexen, insbesondere mit Streuwiesenanteilen, Erhaltung der Großseggenriede, Moore und Heiden, von Saumstreifen wie Weg- und Feldraine sowie Rand- und Altgrasstreifen, aber auch von Brachen und gehölzfreien Böschungen, von vereinzelten Büschen, Hochstauden, Steinhaufen und anderen als Jagd-, Sitz- und Singwarten geeigneten Strukturen, von Sekundärlebensräumen wie aufgelassene Abbaustätten mit vorgenannten Lebensstätten, Erhaltung des Nahrungsangebots, insbesondere mit Insekten sowie Erhaltung störungsfreier oder zumindest störungsarmer Fortpflanzungsstätten während der Fortpflanzungszeit (1. Mai bis 31. August).

#### Eisvogel
Erhaltung der naturnahen Gewässer, von Steilwänden und Abbruchkanten aus grabbarem Substrat in Gewässernähe, von für die Brutröhrenanlage geeigneten Wurzeltellern umgestürzter Bäume in Gewässernähe, von Strukturen, die als Ansitz für die Jagd genutzt werden können wie starke Ufergehölze mit über das Gewässer hängenden Ästen, Erhaltung einer Wasserqualität, die gute Sichtbedingungen für den Beutefang gewährleistet, einer Gewässerdynamik, die die Neubildung von zur Nestanlage geeigneten Uferabbrüchen ermöglicht, Erhaltung von Sekundärlebensräumen wie aufgelassene Abbaustätten mit Gewässern und Steilufern, des Nahrungsangebots mit Kleinfischarten und Jungfischaufkommen sowie Erhaltung störungsfreier oder zumindest störungsarmer Fortpflanzungsstätten während der Fortpflanzungszeit vom 15. Februar bis zum 15. September.

#### Flussregenpfeifer

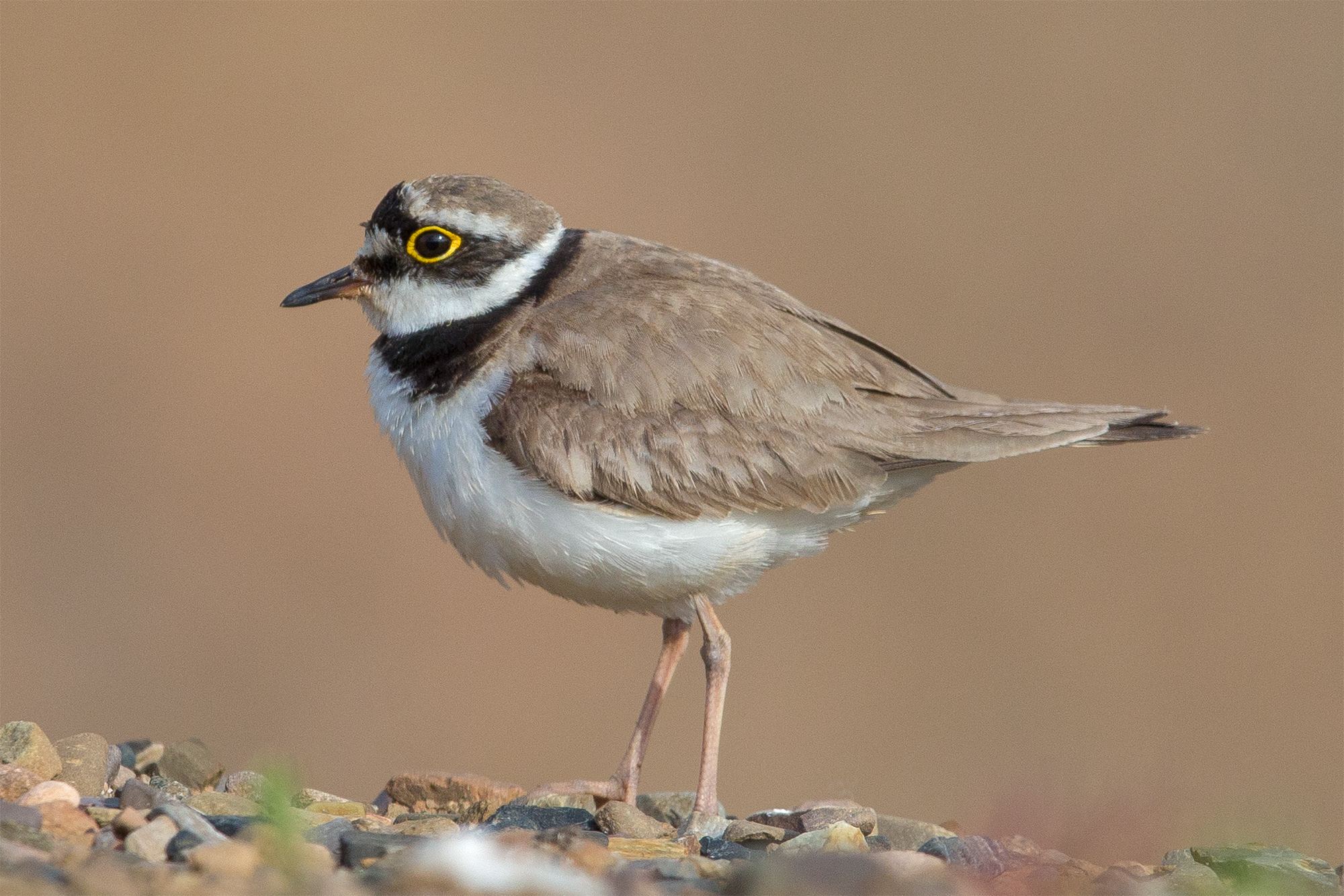
Flussregenpfeifer

Erhaltung der Feuchtwiesenkomplexe, insbesondere mit Streuwiesen oder extensiv genutzten Nasswiesen, der naturnahen Moore, der Verlandungszonen stehender Gewässer mit lichtem Schilfröhricht oder Seggenrieden, der Lebensräume ohne Gefahrenquellen wie Freileitungen, Erhaltung von zeitweise überschwemmten Senken, nassen Ackerbereichen und ständig Wasser führenden Gräben, von Gras-, Röhricht- und Staudensäumen sowie Erhaltung störungsfreier oder zumindest störungsarmer Fortpflanzungsstätten während der Fortpflanzungszeit vom 15. Februar bis zum 15. August.
1993 war der Flussregenpfeifer der Vogel des Jahres in Deutschland.

#### Großer Brachvogel

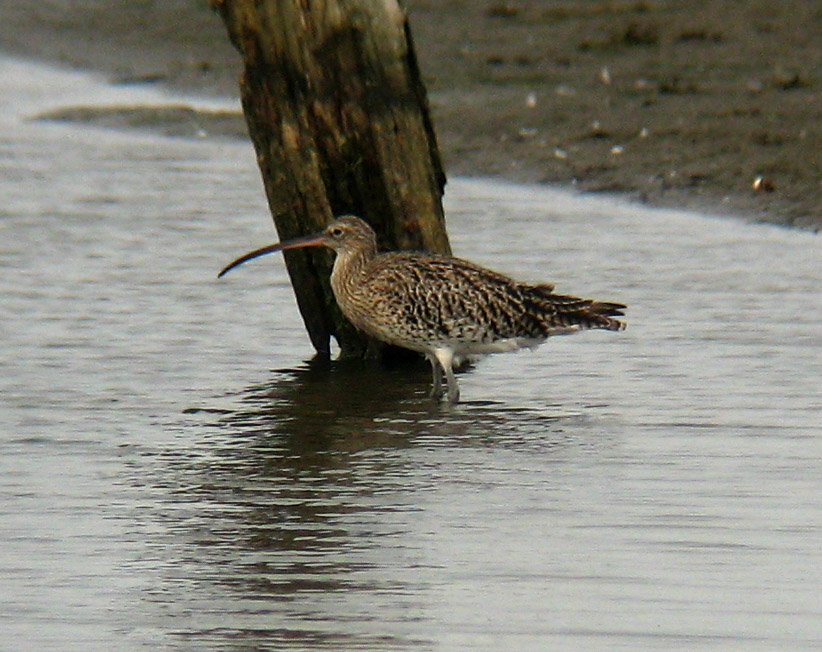
Großer Brachvogel

Erhaltung von weiträumigen, offenen und unzerschnittenen Kulturlandschaften ohne Sichtbarrieren, von Grünland, insbesondere von extensiv genutzten Wiesen, von zeitlich differenzierten Nutzungen in Niederungswiesenkomplexen, von nassen Bodenverhältnissen mit weichem, stocherfähigem Untergrund, von hohen Grundwasserständen, Erhaltung der naturnahen Moore, Erhaltung der Seggenriede, der Lebensräume ohne Gefahrenquellen wie Freileitungen und Drahtzäune, Erhaltung des Nahrungsangebots, insbesondere mit Insekten, Würmern und kleineren Wirbeltieren sowie Erhaltung störungsfreier oder zumindest störungsarmer Fortpflanzungsstätten während der Fortpflanzungszeit (1. Februar bis 31. August).

#### Kiebitz

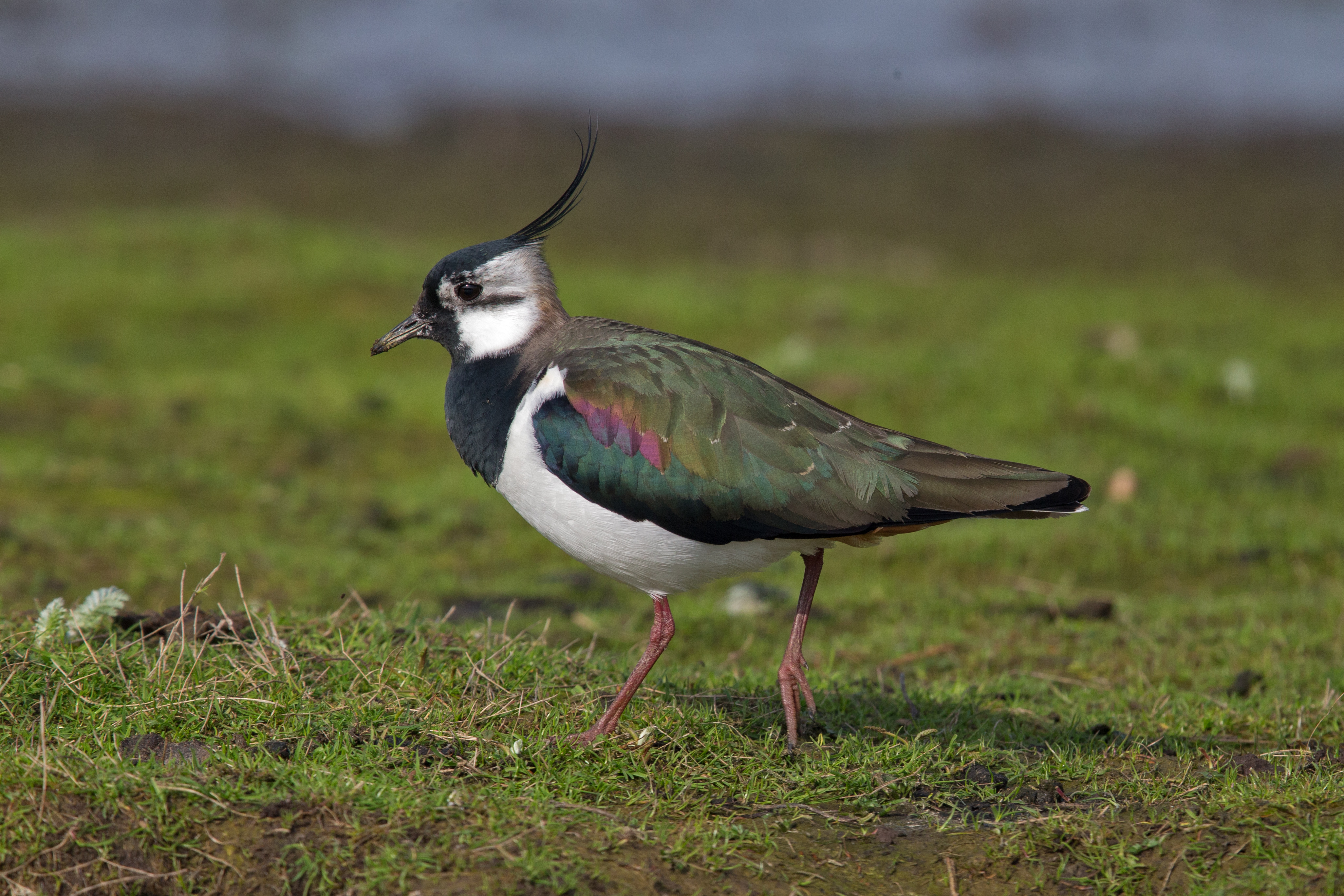
Kiebitz

Erhaltung von weiträumigen offenen Kulturlandschaften, Viehweiden, mageren Wiesen mit lückiger Vegetationsstruktur, Grünlandbrachen, Ackerland mit später Vegetationsentwicklung und angrenzendem Grünland, von Flutmulden, zeitweise überschwemmten Senken und nassen Ackerbereichen, Erhaltung der extensiv genutzten Feuchtwiesenkomplexe, der naturnahen Flussniederungen, der Gewässer mit Flachufern sowie Erhaltung störungsfreier oder zumindest störungsarmer Fortpflanzungsstätten während der Fortpflanzungszeit vom 1. Februar bis zum 31. August.

#### Knäkente
Erhaltung der eutrophen vegetationsreichen Flachwasserseen, Kleingewässer und von Wasser führenden Gräben, der zur Brutzeit überschwemmten Wiesenbereiche und Sümpfe, der Verlandungsbereiche mit Röhrichten, Seggenrieden und Flachwasserzonen, Erhaltung störungsfreier oder zumindest störungsarmer Fortpflanzungs- bzw. Mauserstätten während der Brut- und Aufzuchtszeit (15. April bis 15. September) und Mauser (15. Juni bis 15. September), Erhaltung des im Mündungsbereich langsam fließenden Baches mit Flachwasserzonen sowie Erhaltung von Sekundärlebensräumen wie Regenüberlaufbecken mit vorgenannten Lebensstätten.

#### Kranich
Erhaltung großräumiger, offener Landschaften mit freien Sichtverhältnissen und Flugkorridoren, Erhaltung und Entwicklung von geeigneten Nahrungsflächen im Bereich von potenziellen Brutplätzen sowie Vermeidung von Störungen an Brut-, Rast-, Nahrungs- und Schlafplätzen

#### Krickente

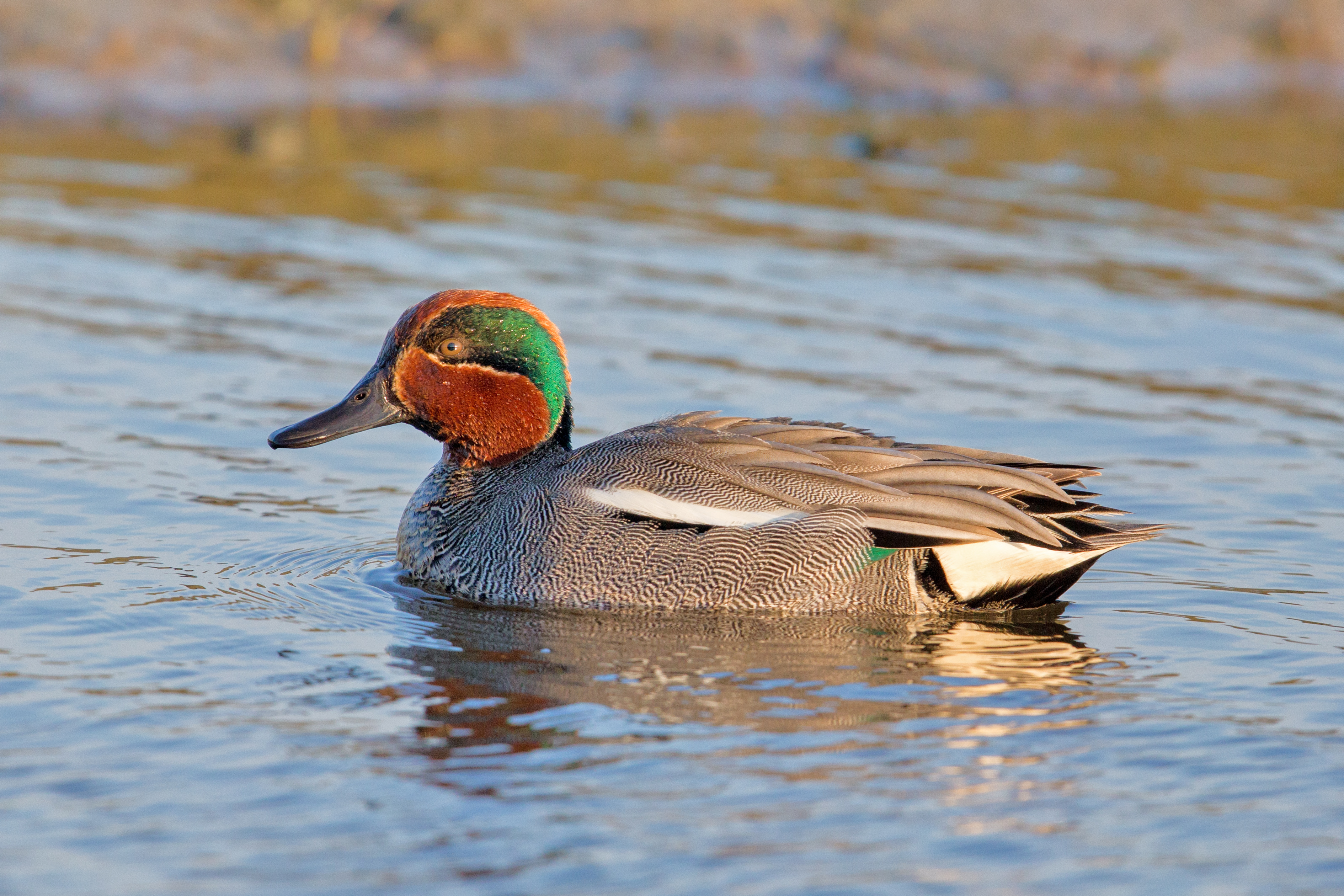
Krickente

Erhaltung der eutrophen vegetationsreichen Flachwasserseen, Kleingewässer und von Wasser führenden Feuchtwiesengräben, der langsam fließenden Gewässer mit Flachwasserzonen, der vegetationsreichen Moorseen, der Verlandungsbereiche mit Röhrichten, Seggenrieden, wasserständigen Gehölzen, Schlickflächen und Flachwasserzonen, Erhaltung von Sekundärlebensräumen wie aufgelassene Abbaustätten mit vorgenannten Lebensstätten sowie Erhaltung störungsfreier oder zumindest störungsarmer Fortpflanzungs- bzw. Mauserstätten während der Brut- und Aufzuchtszeit (15. März bis 31. August) sowie der Mauser (1. Juli bis 30. September).

#### Löffelente
Erhaltung des eutrophen vegetationsreichen Flachwassersees, der Kleingewässer und von Wasser führenden Feuchtwiesengräben, Erhaltung der Verlandungsbereiche mit Röhrichten, Seggenrieden, Schlickflächen und Flachwasserzonen sowie Erhaltung störungsfreier oder zumindest störungsarmer Fortpflanzungs- bzw. Mauserstätten während der Brut- und Aufzuchtszeit (15. April bis 15. September) sowie der Mauser (15. Juli bis 15. September).

#### Nachtigall

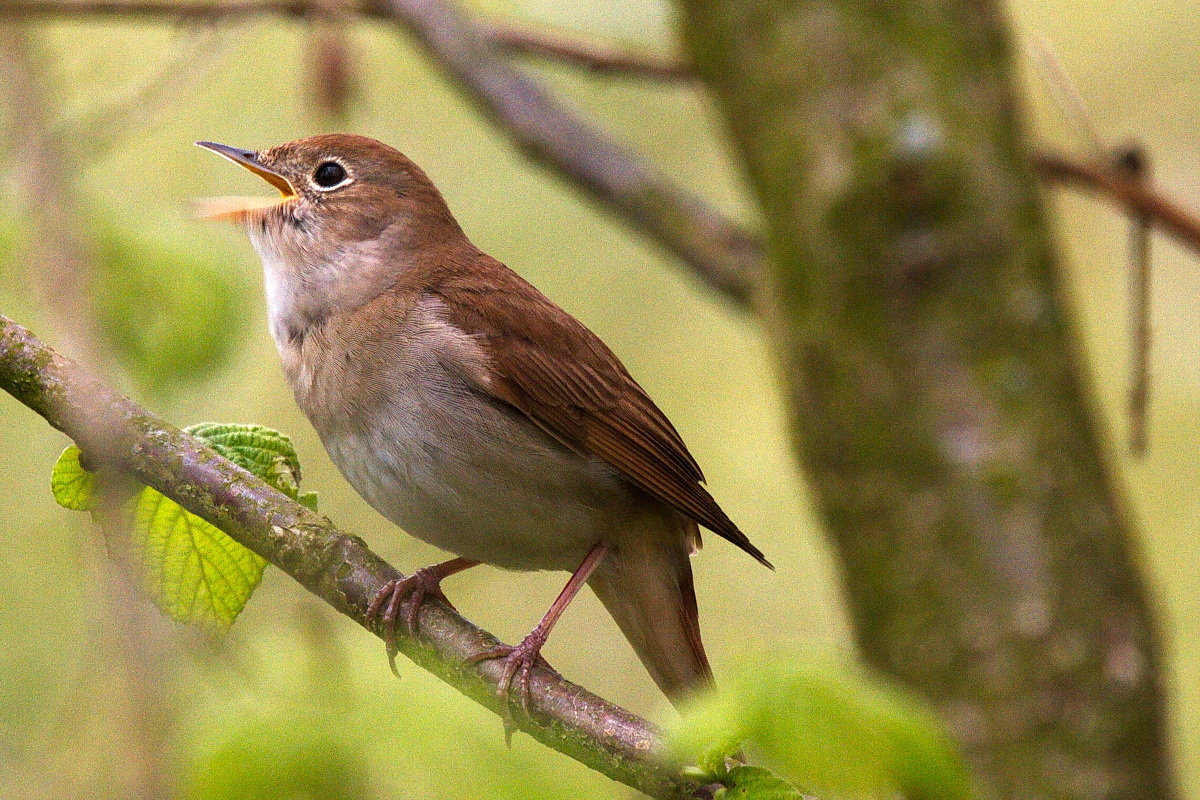
Nachtigall

Erhaltung und Entwicklung von unterholzreichen Laubmischwäldern und Gehölzen in Gewässernähe sowie von dichten Gebüschen an Dämmen, Böschungen, Gräben und in Parkanlagen, Erhaltung und Entwicklung von nahrungs- und deckungsreichen Habitatstrukturen, Verbesserung des Wasserhaushaltes zur Stabilisierung eines lebensraumtypischen Wasserstandes in Feucht- und Auwäldern sowie Feuchtgebieten sowie Verbesserung des Nahrungsangebotes im Umfeld der Brutplätze
1995 war die Nachtigall der „Vogel des Jahres“ in Deutschland.

#### Neuntöter
Erhaltung von extensiv bewirtschafteten Streuobst-, Grünland- und Heidegebieten, von Nieder- und Mittelhecken aus standortheimischen Arten, insbesondere dorn- oder stachelbewehrte Gehölze, Erhaltung der Streuwiesen und offenen Moorränder, Erhaltung von Einzelbäumen und Büschen in der offenen Landschaft, von Feldrainen, Graswegen, Ruderal-, Staudenfluren und Brachen, Acker- und Wiesenrandstreifen, von Sekundärlebensräumen wie aufgelassene Abbaustätten mit vorgenannten Lebensstätten sowie Erhaltung des Nahrungsangebots, insbesondere mit größeren Insekten.

#### Pirol

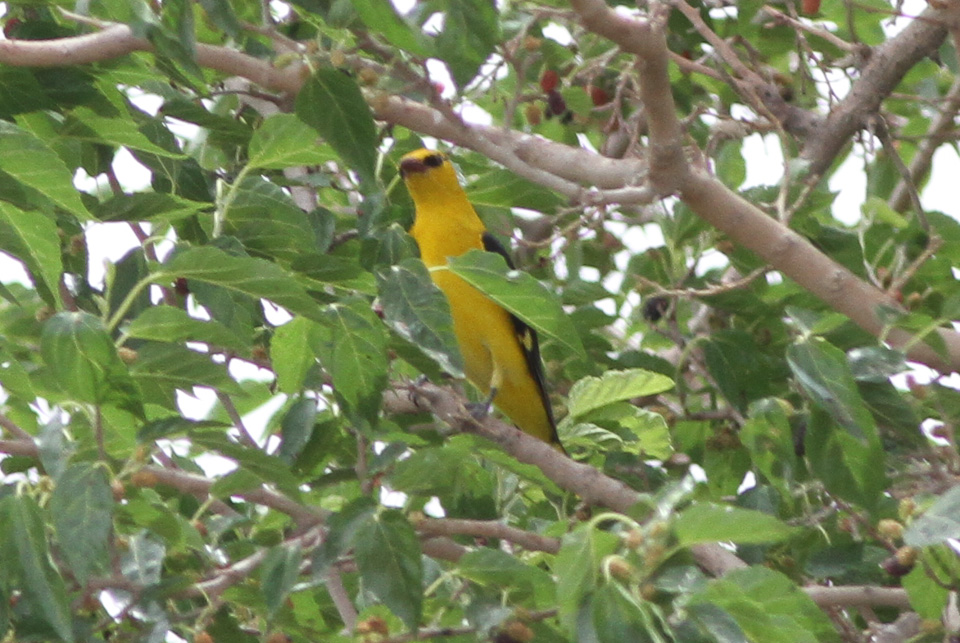
Pirol

Erhaltung und Entwicklung von lebensraumtypischen Weichholz- und Hartholzauenwäldern, Bruchwäldern sowie von lichten feuchten Laubmischwäldern mit hohen Altholzanteilen, Erhaltung und Entwicklung von feuchten Feldgehölzen, Parkanlagen mit alten hohen Baumbeständen, Verbesserung des Wasserhaushaltes zur Stabilisierung eines lebensraumtypischen Wasserstandes in Feucht- und Auwäldern sowie Verbesserung des Nahrungsangebotes im Umfeld der Brutplätze.
Der Pirol war 1990 der „Vogel des Jahres“ in Deutschland.

#### Rohrweihe
Erhaltung der Verlandungszonen, Röhrichte und Großseggenriede, der Feuchtwiesenkomplexe, insbesondere mit Streuwiesen oder extensiv genutzten Nasswiesen, der Lebensräume ohne Gefahrenquellen wie nicht vogelsichere Freileitungen und Windkraftanlagen, Erhaltung von Gras- und Staudensäumen, von Sekundärlebensräumen wie aufgelassene Abbaustätten mit vorgenannten Lebensstätten sowie Erhaltung störungsfreier oder zumindest störungsarmer Fortpflanzungsstätten während der Fortpflanzungszeit vom 15. März bis zum 15. September.

#### Schwarzkehlchen

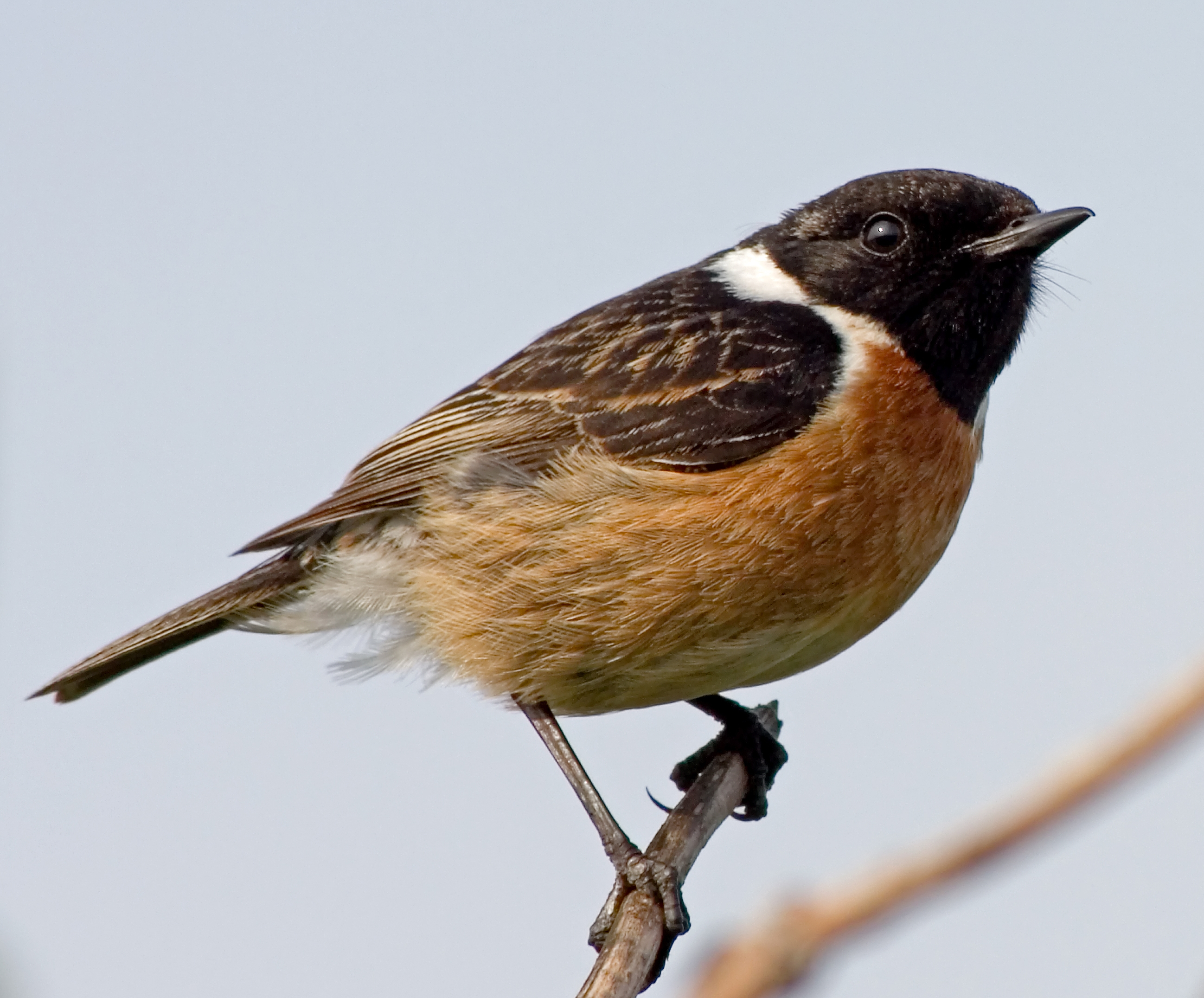
Schwarzkehlchen

Erhaltung der Heiden und Moore, der Ried- und Streuwiesen, Erhaltung von Weg- und Feldrainen, Saumstreifen, Böschungen, kleineren Feldgehölzen, unbefestigten Feldwegen, Rand- und Altgrasstreifen sowie von Brachflächen, von vereinzelten Büschen, Hochstauden, Steinhaufen und anderen als Jagd-, Sitz- und Singwarten geeigneten Strukturen, von Sekundärlebensräumen wie aufgelassene Abbaustätten mit vorgenannten Lebensstätten sowie Erhaltung des Nahrungsangebots, insbesondere mit Insekten und Spinnen.

#### Tafelente

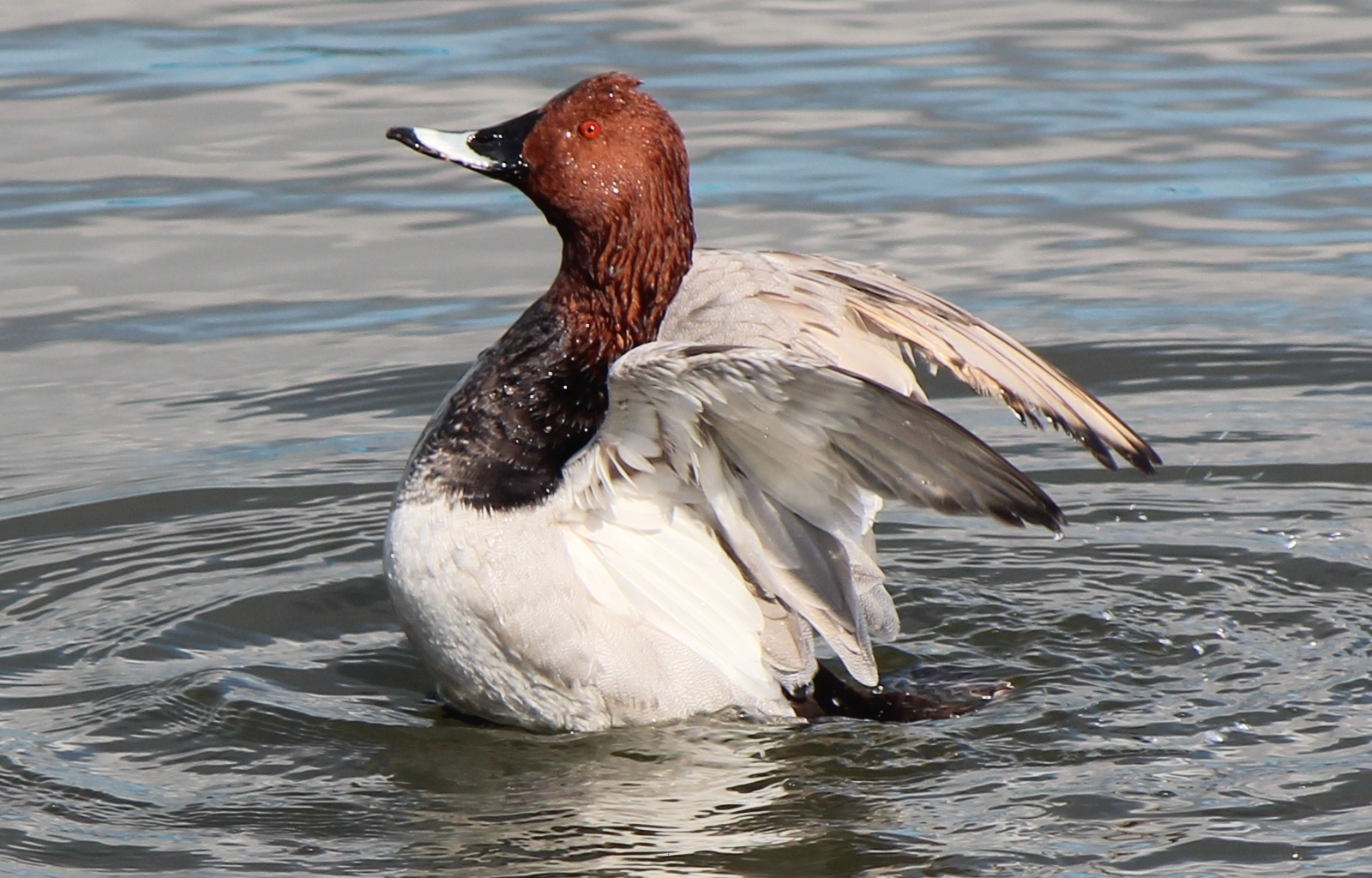
Tafelente

Erhaltung der Flachwasserseen mit reicher Ufervegetation und großen freien Wasserflächen sowie der schwach fließenden Gräben und des Baches mit reicher Ufervegetation, der Verlandungsbereiche mit Röhrichten, Seggen- oder Binsenbeständen, der offenen Flachwasserzonen, Erhaltung von Sekundärlebensräumen wie Regenüberlaufbecken mit vorgenannten Lebensstätten sowie Erhaltung störungsfreier oder zumindest störungsarmer Fortpflanzungs- bzw. Mauserstätten während der Brut- und Aufzuchtszeit (15. April bis 15. Oktober) und der Mauser (1. Juli bis 15. September).

#### Teichrohrsänger
Erhaltung und Entwicklung von störungsarmen Altschilfbeständen und Schilf-Rohrkolben-Gesellschaften an Still- und Fließgewässern, Gräben, Feuchtgebieten, Sümpfen, gegebenenfalls behutsame Schilfmahd unter Erhalt eines hohen Anteils an Altschilf, Verbesserung des Wasserhaushaltes zur Stabilisierung eines hohen Grundwasserstandes in Feuchtgebieten, Verbesserung des Nahrungsangebotes im Umfeld der Brutplätze sowie Vermeidung von Störungen an den Brutplätzen von Mai bis August

#### Tüpfelsumpfhuhn
Erhaltung der stehenden Gewässer mit Flachwasserzonen, der Fließgewässerabschnitte und Wassergräben mit deckungsreicher Ufervegetation, der Riede und Moore mit zumindest kleinen offenen Wasserflächen, der deckungsreichen Verlandungsbereiche mit flach überfluteten Röhrichten, Großseggenrieden und Ufergebüschen, der Lebensräume ohne Gefahrenquellen wie Freileitungen, Erhaltung von Sekundärlebensräumen wie aufgelassene Abbaustätten mit vorgenannten Lebensstätten sowie Erhaltung störungsfreier oder zumindest störungsarmer Fortpflanzungsstätten während der Fortpflanzungszeit (15. März bis 15. September).

#### Wachtelkönig

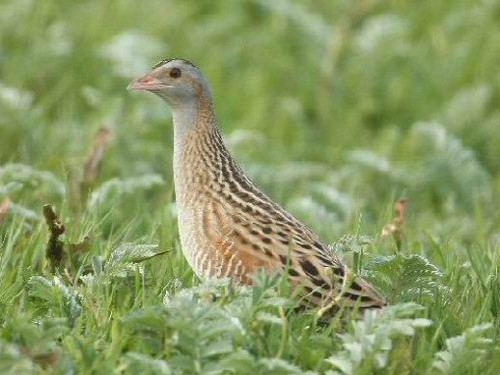
Wachtelkönig

Erhaltung von strukturreichem und extensiv genutztem Grünland, insbesondere mit Streuwiesen oder Nasswiesen, von Mauser- und Ausweichplätzen wie Gras-, Röhricht- und Staudensäume, Brachen, von einzelnen niedrigen Gebüschen und Feldhecken, von Bewirtschaftungsformen mit später Mahd ab dem 15. August, von frischen bis nassen Bodenverhältnissen, Erhaltung der Lebensräume ohne Gefahrenquellen wie Freileitungen, des Nahrungsangebots, insbesondere mit Insekten, Schnecken und Regenwürmern sowie Erhaltung störungsfreier oder zumindest störungsarmer Fortpflanzungsstätten während der Fortpflanzungszeit vom 15. April bis zum 15. August.

#### Wasserralle
Erhaltung der stehenden Gewässer mit Flachwasserzonen, der Fließgewässerabschnitte und Wassergräben mit deckungsreicher Ufervegetation, der Riede und Moore mit zumindest kleinen offenen Wasserflächen, der deckungsreichen Verlandungsbereiche mit flach überfluteten Röhrichten, Großseggenrieden und Ufergebüschen, der Lebensräume ohne Gefahrenquellen wie Freileitungen, Erhaltung von Sekundärlebensräumen wie aufgelassene Abbaustätten mit vorgenannten Lebensstätten sowie Erhaltung störungsfreier oder zumindest störungsarmer Fortpflanzungsstätten während der Fortpflanzungszeit (15. März bis 15. September).

#### Weißstorch
Erhaltung von weiträumigem, extensiv genutztem Grünland mit Feuchtwiesen und Viehweiden, von zeitlich differenzierten Nutzungen im Grünland, von Gras-, Röhricht- und Staudensäumen, insbesondere in Verbindung mit Wiesengräben, von hohen Grundwasserständen, Erhaltung der Niedermoore, Kleingewässer, Wassergräben und von zeitweilig überschwemmten Senken, der Lebensräume ohne Gefahrenquellen wie nicht vogelsichere Freileitungen und ungesicherte Schornsteine, der Horststandorte und Nisthilfen sowie Erhaltung des Nahrungsangebots, insbesondere mit Kleinsäugern, Amphibien, Reptilien, großen Insekten und Würmern.

#### Wespenbussard

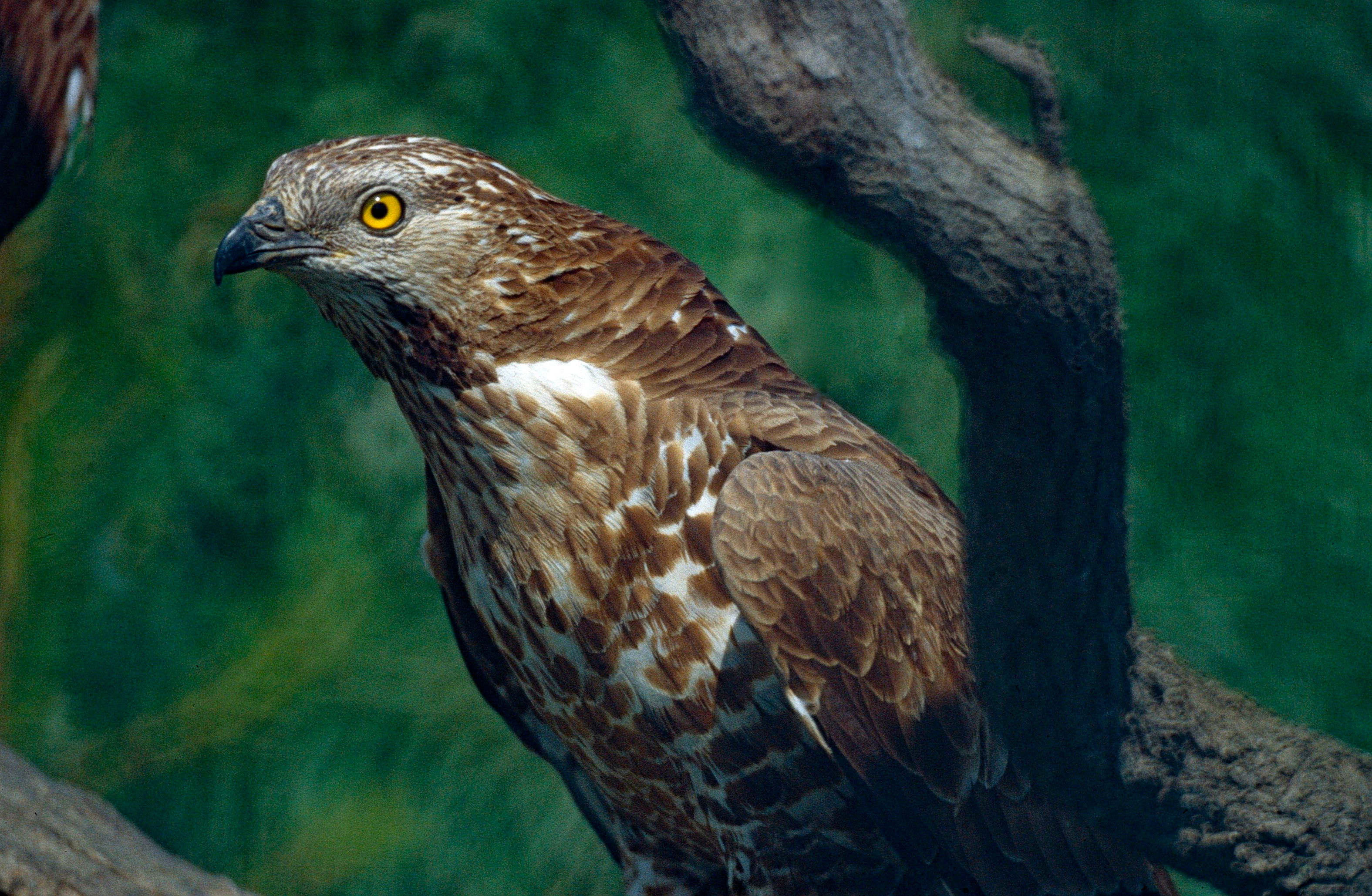
Wespenbussard

Erhaltung von vielfältig strukturierten Kulturlandschaften, lichten Laub- und Misch- sowie Kiefernwäldern, Feldgehölzen, extensiv genutztem Grünland, Altholzinseln und alten, großkronigen Bäumen mit freier Anflugmöglichkeit, Erhaltung der Magerrasen, Bäumen mit Horsten, Erhaltung des Nahrungsangebots, insbesondere mit Staaten bildenden Wespen und Hummeln sowie Erhaltung störungsfreier oder zumindest störungsarmer Fortpflanzungsstätten während der Fortpflanzungszeit vom 1. Mai bis zum 31. August.

#### Wiesenpieper
Erhaltung und Entwicklung von extensiv genutzten, feuchten Offenlandflächen mit insektenreichen Nahrungsflächen (zum Beispiel Nass-, Feucht-, Magergrünländer, Brachen, Heideflächen und Moore), die Verbesserung des Wasserhaushaltes zur Stabilisierung eines hohen Grundwasserstandes in Grünländern sowie die Extensivierung der Grünlandnutzung

#### Zwergtaucher

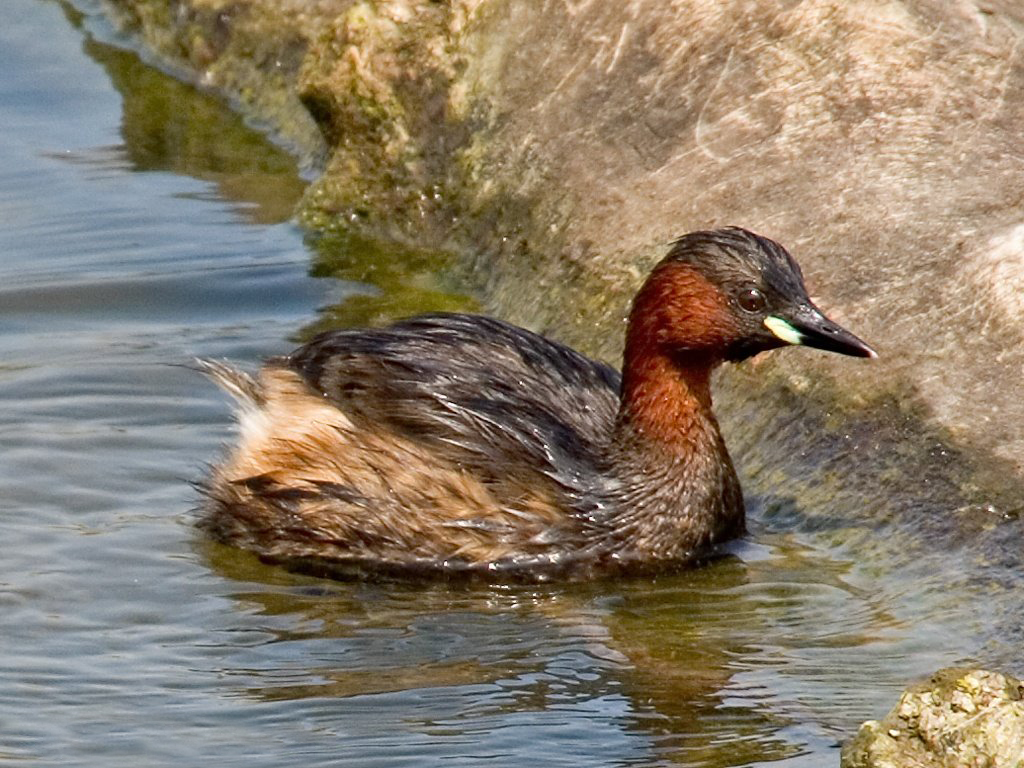
Zwergtaucher

Erhaltung der zumindest stellenweise deckungsreichen Stillgewässer, Feuchtwiesengräben, langsam fließenden Bäche und Wiesengräben, Verlandungszonen mit Röhrichten wie Schilf-, Rohrkolben-, Wasserschwaden- oder Rohrglanzgrasbestände, Erhaltung einer Wasserqualität, die gute Sichtbedingungen für den Beutefang gewährleistet, Erhaltung von Sekundärlebensräumen wie aufgelassene Torfstiche mit vorgenannten Lebensstätten sowie Erhaltung störungsfreier oder zumindest störungsarmer Fortpflanzungsstätten während der Fortpflanzungszeit (15. Februar bis 15. September).

### Zugvögel

#### Bruchwasserläufer
Erhaltung von weiträumigen offenen Kulturlandschaften, Viehweiden, mageren Wiesen mit lückiger Vegetationsstruktur, Grünlandbrachen, Ackerland mit später Vegetationsentwicklung und angrenzendem Grünland, von Flutmulden, zeitweise überschwemmten Senken und nassen Ackerbereichen, Erhaltung der extensiv genutzten Feuchtwiesenkomplexe, der naturnahen Flussniederungen, der Gewässer mit Flachufern sowie Erhaltung störungsfreier oder zumindest störungsarmer Fortpflanzungsstätten während der Fortpflanzungszeit vom 1. Februar bis zum 31. August.

#### Goldregenpfeifer

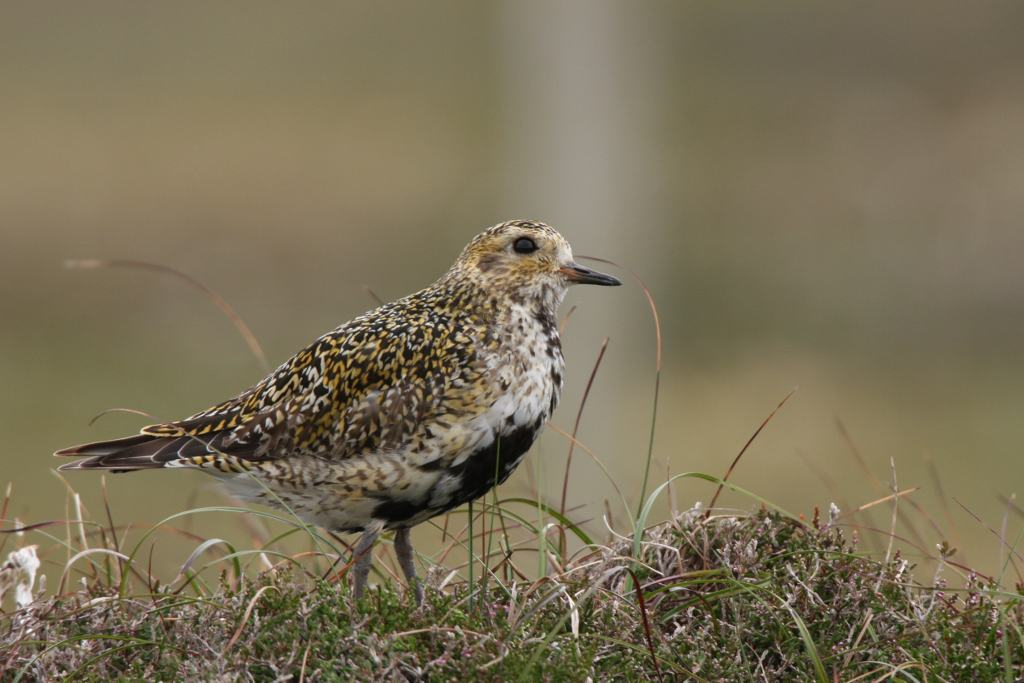
Goldregenpfeifer

Erhaltung von weiträumigen offenen Kulturlandschaften, Viehweiden, mageren Wiesen mit lückiger Vegetationsstruktur, Grünlandbrachen, Ackerland mit später Vegetationsentwicklung und angrenzendem Grünland, von Flutmulden, zeitweise überschwemmten Senken und nassen Ackerbereichen, Erhaltung der extensiv genutzten Feuchtwiesenkomplexe, der naturnahen Flussniederungen, der Gewässer mit Flachufern sowie Erhaltung störungsfreier oder zumindest störungsarmer Fortpflanzungsstätten während der Fortpflanzungszeit vom 1. Februar bis zum 31. August.

#### Grünschenkel
Erhaltung und Entwicklung von geeigneten Nahrungsflächen, Erhaltung und Entwicklung von dynamischen Auenbereichen und großflächigen Feuchtgebieten mit einer naturnahen Überflutungsdynamik, Verbesserung des Wasserhaushaltes zur Stabilisierung eines hohen Grundwasserstandes in Feuchtgebieten, Anlage von Kleingewässern und Flachwassermulden sowie Vermeidung von Störungen an Rast- und Nahrungsflächen

#### Kampfläufer

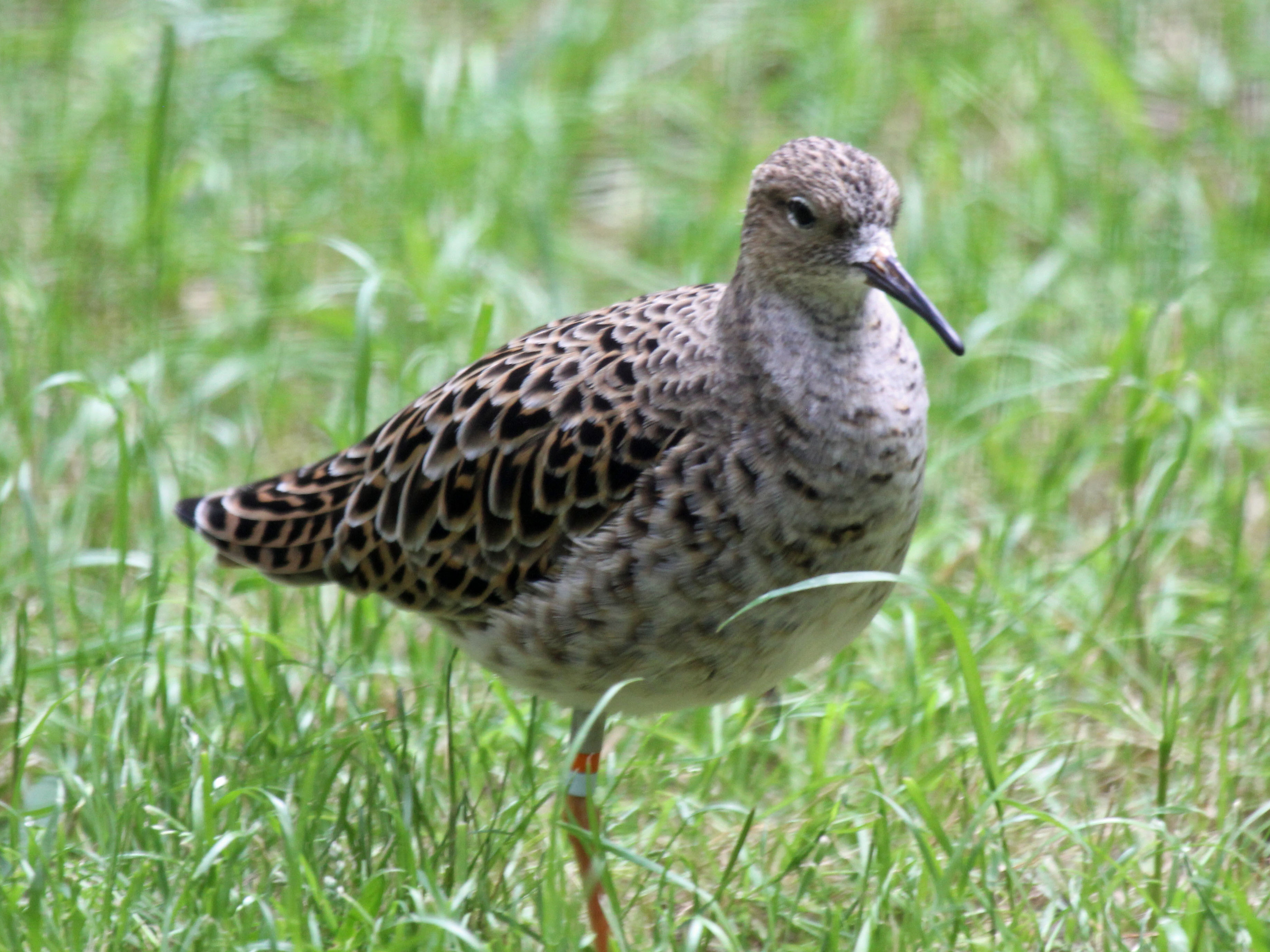
Kampfläufer

Erhaltung von weiträumigen offenen Kulturlandschaften, Viehweiden, mageren Wiesen mit lückiger Vegetationsstruktur, Grünlandbrachen, Ackerland mit später Vegetationsentwicklung und angrenzendem Grünland, von Flutmulden, zeitweise überschwemmten Senken und nassen Ackerbereichen, Erhaltung der extensiv genutzten Feuchtwiesenkomplexe, der naturnahen Flussniederungen, der Gewässer mit Flachufern sowie Erhaltung störungsfreier oder zumindest störungsarmer Fortpflanzungsstätten während der Fortpflanzungszeit vom 1. Februar bis zum 31. August

#### Kornweihe
Erhaltung der Feuchtgebiete mit Verlandungszonen, Röhrichten, Großseggenrieden, Streuwiesen, von Agrarlandschaften mit Grünland, Äckern und Brachen, Erhaltung der Lebensräume ohne Gefahrenquellen wie nicht vogelsichere Freileitungen und Windkraftanlagen sowie störungsfreier oder zumindest störungsarmer Rast- und Schlafplätze

#### Raubwürger

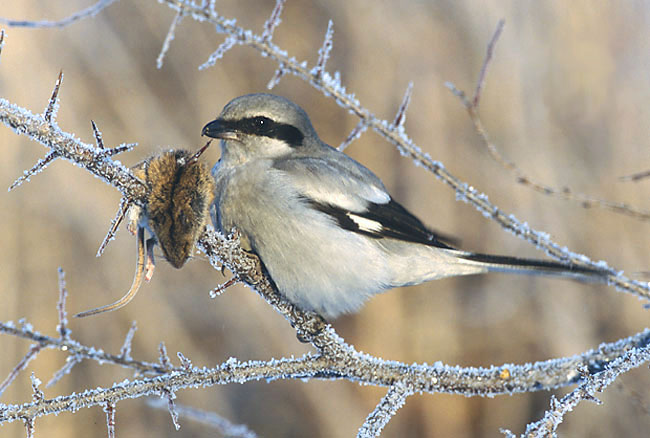
Raubwürger

Erhaltung von ausgedehnten extensiv bewirtschafteten Streuobstwiesen mit zahlreichen Büschen, von Heckengebieten mit den dortigen Kleinstrukturen wie Steinriegelhecken, kleinflächige Brachen, sumpfige Senken, Einzelbüsche und -bäume, unbefestigte Feldwege, Erhaltung der beweideten Wacholderheiden mit Busch- und Baumgruppen, Erhaltung von magerem Grünland, von Ödland- und Bracheflächen sowie Saumstreifen, Erhaltung der Moore mit Büschen und Bruchwaldinseln, der quelligen Stellen und sumpfigen Senken, Erhaltung von unzerschnittenen Landschaften, insbesondere ohne befestigte Wege und Straßen, Erhaltung des Nahrungsangebots, insbesondere mit Kleinsäugern und Großinsekten sowie Erhaltung störungsfreier oder zumindest störungsarmer Fortpflanzungsstätten während der Fortpflanzungszeit vom 15. Februar bis zum 15. Juli.

#### Rotmilan

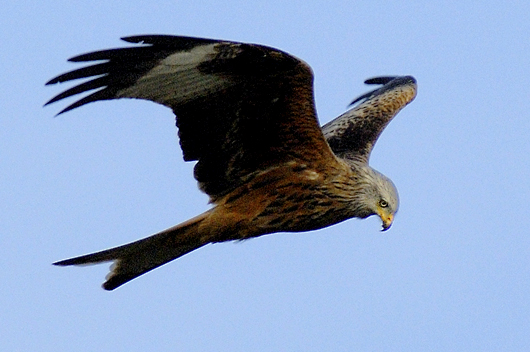
Rotmilan

Erhaltung von vielfältig strukturierten Kulturlandschaften mit lichten Waldbeständen, von Feldgehölzen, großen Einzelbäumen und Baumreihen in der offenen Landschaft, von Grünland, von Altholzinseln und alten, großkronigen Bäumen mit freier Anflugmöglichkeit, Erhaltung der Bäume mit Horsten, der Lebensräume ohne Gefahrenquellen wie nicht vogelsichere Freileitungen und Windkraftanlagen sowie die Erhaltung störungsfreier oder zumindest störungsarmer Fortpflanzungsstätten während der Fortpflanzungszeit vom 1. März bis zum 31. August.

#### Schwarzstorch
Erhaltung der natürlichen und naturnahen Feuchtgebiete wie Flussniederungen, Auenlandschaften und Moore, der Flachwasserzonen an stehenden und schwach fließenden Gewässern sowie der Überschwemmungsflächen, der Röhrichte, Großseggenriede und Schilfbestände mit offenen Gewässerbereichen, Erhaltung von langen Röhricht -Wasser-Grenzlinien wie sie durch Buchten, Schilfinseln und offene Wassergräben sowie kleinere freie Wasserflächen innerhalb der Röhrichte zustande kommen, Erhaltung von großflächigen Offenlandkomplexen aus Grünland und Mooren mit hohen Grundwasserständen, Erhaltung einer Wasserqualität, die gute Sichtbedingungen für den Beutefang gewährleistet, der Lebensräume ohne Gefahrenquellen wie nicht vogelsichere Freileitungen, ungesicherte Schornsteine und Windkraftanlagen, Erhaltung des Nahrungsangebots, insbesondere mit Fischen, Amphibien, Kleinsäugern, Großinsekten, Reptilien und Regenwürmern sowie die Erhaltung störungsfreier oder zumindest störungsarmer Rast- und Schlafplätze sowie Überwinterungs- und Nahrungsgebiete

#### Silberreiher

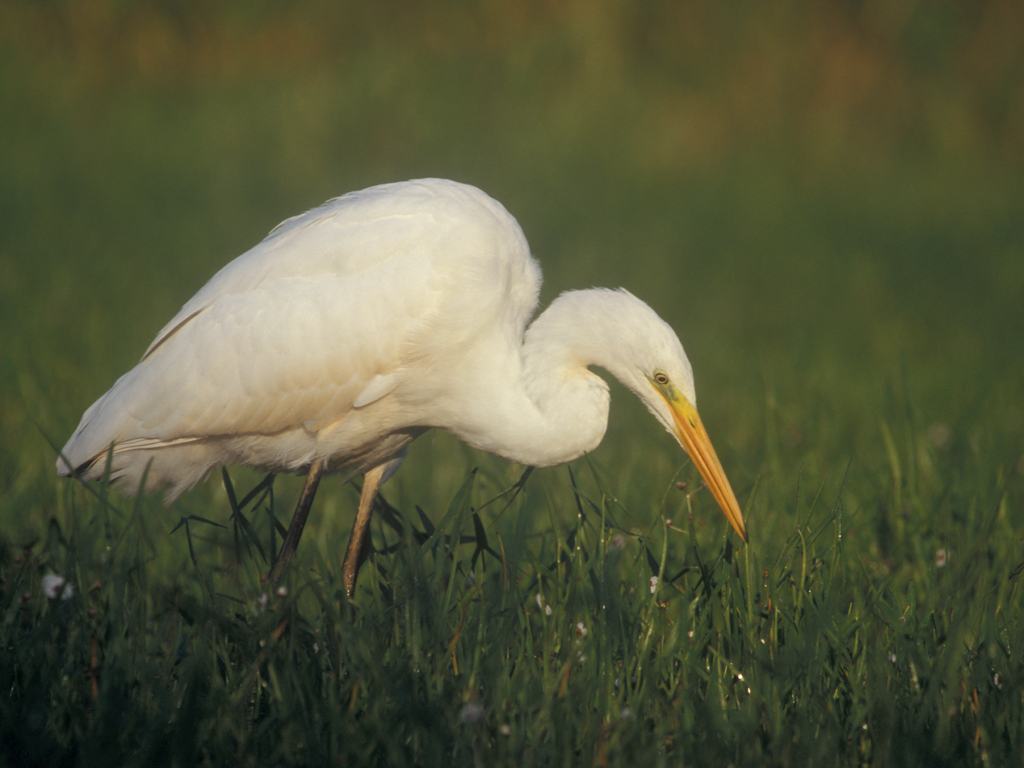
Silberreiher

Erhaltung der natürlichen und naturnahen Feuchtgebiete wie Flussniederungen, Auenlandschaften und Moore, der Flachwasserzonen an stehenden und schwach fließenden Gewässern sowie der Überschwemmungsflächen, der Röhrichte, Großseggenriede und Schilfbestände mit offenen Gewässerbereichen, Erhaltung von langen Röhricht -Wasser-Grenzlinien wie sie durch Buchten, Schilfinseln und offene Wassergräben sowie kleinere freie Wasserflächen innerhalb der Röhrichte zustande kommen, Erhaltung von großflächigen Offenlandkomplexen aus Grünland und Mooren mit hohen Grundwasserständen, Erhaltung einer Wasserqualität, die gute Sichtbedingungen für den Beutefang gewährleistet, der Lebensräume ohne Gefahrenquellen wie nicht vogelsichere Freileitungen, ungesicherte Schornsteine und Windkraftanlagen, Erhaltung des Nahrungsangebots, insbesondere mit Fischen, Amphibien, Kleinsäugern, Großinsekten, Reptilien und Regenwürmern sowie die Erhaltung störungsfreier oder zumindest störungsarmer Rast- und Schlafplätze sowie Überwinterungs- und Nahrungsgebiete

#### Trauerseeschwalbe
Erhaltung der Stillgewässer mit Flachwasserzonen mit einer Wasserqualität, die gute Sichtbedingungen für den Beutefang gewährleistet, Erhaltung des Nahrungsangebots, insbesondere mit kleinen Fischen, Insekten und kleineren Krebstieren sowie die Erhaltung störungsfreier oder zumindest störungsarmer Rast- und Schlafplätze sowie Nahrungsgebiete

#### Waldwasserläufer

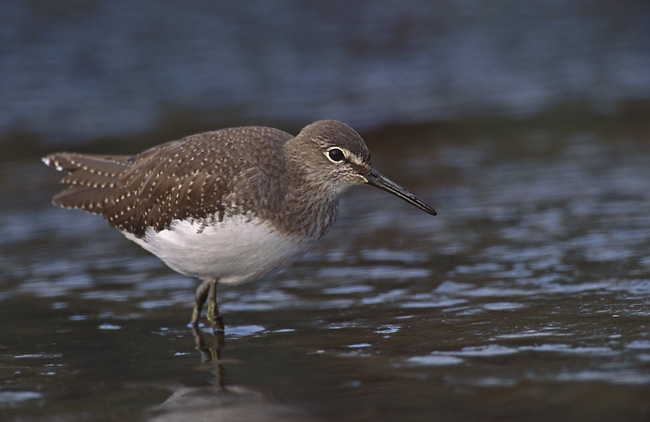
Waldwasserläufer

Erhaltung und Entwicklung von geeigneten Nahrungsflächen, Erhaltung und Entwicklung von dynamischen Auenbereichen und großflächigen Feuchtgebieten mit einer naturnahen Überflutungsdynamik, Verbesserung des Wasserhaushaltes zur Stabilisierung eines hohen Grundwasserstandes in Feuchtgebieten, Anlage von Kleingewässern und Flachwassermulden sowie Vermeidung von Störungen an Rast- und Nahrungsflächen

#### Zwergschnepfe
Erhaltung und Entwicklung von geeigneten Nahrungsflächen, Erhaltung und Entwicklung von dynamischen Auenbereichen und großflächigen Feuchtgebieten mit einer naturnahen Überflutungsdynamik, Verbesserung des Wasserhaushaltes zur Stabilisierung eines hohen Grundwasserstandes in Feuchtgebieten; ggf. Renaturierung und Wiedervernässung, Anlage von Kleingewässern und Flachwassermulden sowie Vermeidung von Störungen an Rast- und Nahrungsflächen

## Zusammenhang mit anderen Schutzgebieten
Mit dem Vogelschutzgebiet „Bastauniederung“ sind folgende, zusammenhängende Schutzgebiete ausgewiesen:
- FFH-Gebiet Großes Torfmoor
- Naturschutzgebiet Altes Moor
- Naturschutzgebiet Bastauwiesen
- Naturschutzgebiet Großes Torfmoor
- Naturschutzgebiet Neuenbaumer Moor